# کرالن‌دیک
کرالن‌دَیک (به هلندی: Kralendijk) مرکز و بندر اصلی جزیره بونیر از مستملکات هلند در دریای کارائیب است. کرالن‌دیک تا سال ۲۰۱۰ جزئی از آنتیل هلند به‌شمار می‌آمد.
جمعیت این شهر در سال ۲۰۰۶ برابر با ۳٬۰۶۱ نفر بود و زبان اصلی مردم آن پاپیامنتو است اما هلندی و انگلیسی نیز رواج زیادی دارد.
کرالن‌دیک در هلندی به معنای «خاکریز مرجان» است اما نام محلی آن پلایا به معنای دریاکنار است.
کرالن‌دیک شهری کوچک و آرام با ساختمان‌های رنگین است. مرکز این شهر عبارت است از بلواری به نام کایا کرانه (Kaya Craane) و یک خیابان خرید به نام کایا گراندی (Kaya Grandi).
روبه‌روی بلوار لنگرگاه قایق‌های تفریحی قرار دارد که به بونیر سفر می‌کنند. دژ اورانیه که در جنوب کرالن‌دیک قرار گرفته در سده هفدهم و برای دفاع از بونیر ساخته شده‌بود.
در شمال این دژ ساختمان فرمانداری قدیمی قرار گرفته که ساختمانی زردرنگ است و امروزه شورای جزیره در آن مستقر شده‌است. دفتر گمرک با ساختمانی سبزرنگ نیز در همین محل قرار دارد.
شهر کرالن‌دیک هم‌چنین یک بندرگاه قایق‌ها و یک ورزشگاه فوتبال دارد و در جنوب آن نیز فرودگاه بین‌المللی فلامینگو جای گرفته‌است. مقابل کرانه کرالن‌دیک نیز جزیره نامسکونی «کلَین بونیر» جای گرفته که با تاکسی آبی قابل دسترسی است.

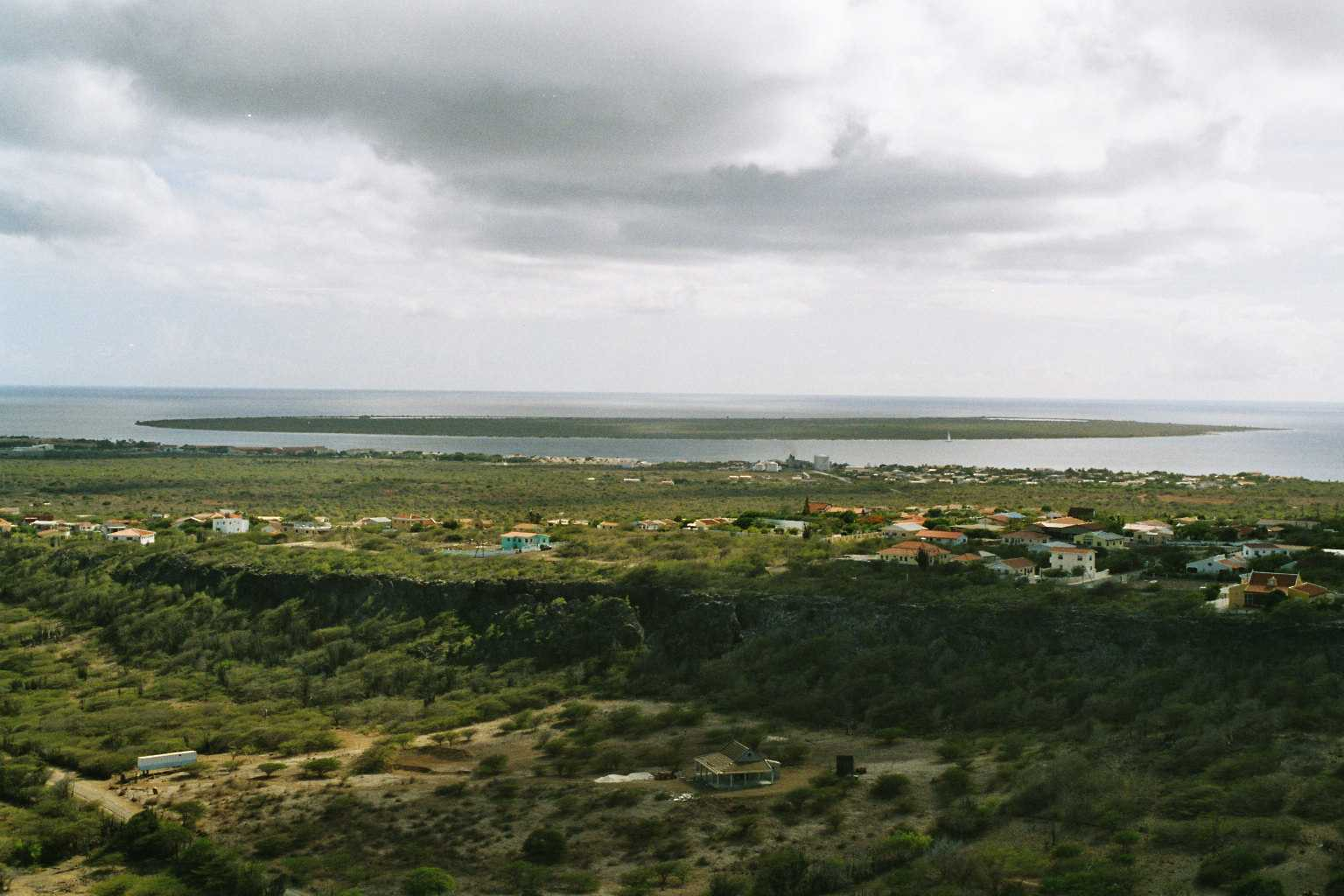
چشم‌اندازی از کرالن‌دیک و جزیره نامسکونی «کلَین بونـِیر» در پشت آن.